# Nils Wide
Nils Ivar Wide, född 28 november 1888 i Stockholm, död 18 juni 1954 i Söderby-Karl, Stockholms län, var en svensk skulptör, målare och tecknare.
Wide kom som ung i lära hos dekorationsmålaren Jacob Hjelm i Stockholm. han flyttade till Roslagen 1921 där han gjorde sig känd för sina grovt skurna trägubbar föreställande Gustav V i tenniskläder, Bernard Shawh, Albert Engström och kända Roslagsbor och original. Som snidare utförde han kompletterande delar till triumfkrucifixet i Roslags-Bro kyrka och som tecknare och målare utförde han målningar med motiv från Roslagen. Han medverkade i samlingsutställningar med Uplands konstförening.  